# Алекс Прояс
Алекс Прояс (англ. Alex Proyas; нар. 23 вересня 1963, Єгипет) — австралійський кінорежисер, сценарист, актор, продюсер і композитор. Відомий фільмами «Ворон», «Темне місто», «Я, робот» і «Знамення».

## Біографія
Народився у Єгипті в грецькій сім'ї та переїхав до Сіднея (Австралія), коли йому було 3 роки. У сімнадцять років він пішов до кіношколи, і почав знімати музичні кліпи. Він переїхав до Лос-Анджелеса (США) для подальшого розвитку кар'єри і почав працювати на MTV.

## Фільмографія
| Рік  | Фільм                       | Режисер | Продюсер | Сценарист |
| ---- | --------------------------- | ------- | -------- | --------- |
| 1989 | «Духи небес, гремліни хмар» | Так     | Так      | Так       |
| 1994 | «Ворон»                     | Так     | Ні       | Ні        |
| 1998 | «Темне місто»               | Так     | Так      | Так       |
| 2002 | «Невдахи»                   | Так     | Так      | Так       |
| 2004 | «Я, робот»                  | Так     | Ні       | Ні        |
| 2009 | «Знамення»                  | Так     | Так      | Ні        |
| 2016 | «Боги Єгипту»               | Так     | Так      | Ні        |

### Короткометражні фільми
- «Неон» (1980)
- «Обмацування» (1980)
- «Дивні залишки» (1981)
- «Безхребетний» (1987)
- «Книга снів: Ласкаво просимо в Крейтланд» (1994)
- «Книга снів: сьомий сон – сон Рубена» (1995)
- «Фобос» (2019)
- «Макска злого привиду» (2021) — дія відбувається у кінематографічному всесвіті «Темного міста»